# Hasengraben (Parthe)
Der Hasengraben ist ein Bach, der durch nordöstliche Stadtteile Leipzigs  und Teile Tauchas fließt. Er ist ein rechtsseitiger Nebenfluss der Parthe. Wasserrechtlich ist er ein Gewässer II. Ordnung.

## Verlauf
Der Hasengraben verläuft ungefähr in nord-südlicher Richtung. Er beginnt am Angerteich in Gottscheina an einem Überlaufrohr und legt die ersten 50 Meter verrohrt zurück. Außer dem Teichüberlauf ist die gesamte Regenwasserabflussmenge des Ortes in den Bach eingebunden. Nach etwa 1,2 Kilometer wechselt er von Leipziger auf Tauchaer Gebiet. Bei Kilometer 3 passiert er den Tauchaer Ortsteil Merkwitz. Ab Kilometer 3,5 bildet er auf der Länge von etwa einem Kilometer bis zur Mündung in die Parthe die Grenze zwischen Leipzig und Taucha.
Die Gesamtlänge des Hasengrabens beträgt 4,56 Kilometer, wovon 2,32 Kilometer in die Zuständigkeit von Leipzig fallen.

## Landschaftsschutz
Der Hasengraben ist über weite Strecken von Baumgruppen und Wiesen  gesäumt. In seinem mittleren Teil durchfließt er das Landschaftsschutzgebiet Endmöränenlandschaft zwischen Taucha und Eilenburg, der letzte Kilometer gehört zum Landschaftsschutzgebiet Parthenaue-Machern.